# أندريا رادوكان
أندريا مادالينا رادوكان (بالرومانية: Andreea Mădălina Răducan) (ولدت في سبتمبر 1983) لاعبة جمباز رومانية سابقة. أبرز إنجازاتها كان فوزها بالميدالية الذهبية في دورة الألعاب الأولمبية الصيفية 2000 في سيدني في مسابقة الفرق، كما فازت بالميدالية الفضية في مسابقة الفردي.
بدأت أندريا المنافسة في الجمباز في سن مبكرة وكانت تتدرب في المرفق الوطني الروماني للناشئين في سن الثانية عشرة. كواحدة من لاعبي الجمباز البارزين في الفريق الروماني في أواخر التسعينيات ، اشتهرت بمخزونها القوي من المهارات و رقصها وعرضها. خلال مسيرتها المهنية التي دامت أربع سنوات ، فازت بميداليات أولمبية أو بطولة العالم في كل حدث باستثناء عارضات غير المتوازية وحصلت على ثلاثة ألقاب لبطولة العالم الفردية ، في تمرين الأرضية في 1999 و 2001 و التوازن في 2001.

## روابط خارجية
- أندريا رادوكان على موقع IMDb (الإنجليزية)
- أندريا رادوكان على موقع الاتحاد الدولي للجمباز (licence) (الإنجليزية)
- أندريا رادوكان على موقع الاتحاد الدولي للجمباز (biography) (الإنجليزية)
- أندريا رادوكان على موقع اللجنة الأولمبية الدولية (الإنجليزية)
- أندريا رادوكان على موقع أوليمبيديا (الإنجليزية)
- أندريا رادوكان على موقع اللجنة الأولمبية الرومانية (الرومانية)

- Răducan's official home page
- More on the Raducan controversy -- and reader poll
- List of competitive results at Gymn Forum